# Ilir Latifi
Ilir Latifi (Malmö, 28 luglio 1983) è un lottatore di arti marziali miste svedese di origini Kosovare.
Combatte nella categoria dei pesi mediomassimi per l'organizzazione statunitense UFC. In passato ha combattuto anche in promozioni quali Shark Fights, Rumble of The Kings e GLORY.

## Biografia
Latifi nasce a Malmö, nella Svezia meridionale, il 28 luglio 1983, figlio di immigrati albanesi; i genitori erano emigrati dal Kosovo negli anni sessanta.

## Carriera nelle arti marziali miste

### Ultimate Fighting Championship
La carriera di Latifi nell'UFC inizia il 6 aprile 2013 come avversario dell'ex campione Strikeforce dei mediomassimi Gegard Mousasi, all'evento UFC on Fuel TV 9. Lo svedese aveva accettato la sfida con 4 giorni di preavviso in sostituzione del collega di sparring Alexander Gustafsson, passando da un peso di 105 kg (231 libbre) ad uno di 93,4 (206 libbre). Latifi viene sconfitto tramite decisione unanime dopo tre round. Dopo l'incontro il presidente dell'UFC loda il lottatore svedese per aver accettato la sfida con poco tempo a disposizione e contro un avversario temuto come Mousasi, promettendo che egli avrebbe avuto un'altra occasione per guadagnarsi un posto nella compagnia.
Latifi torna sull'ottagono l'8 marzo 2014 quando combatte il veterano Cyrille Diabaté a UFC Fight Night 37. Lo svedese si aggiudica la sua prima vittoria in UFC tramite sottomissione al primo round, prestazione che gli consente di ottenere un posto nella promozione. Si tratterà inoltre dell'ultimo incontro come professionista per Diabaté, il quale si ritira dopo la sconfitta.
Il 19 luglio 2014 avrebbe dovuto affrontare Tom Lawlor all'evento UFC Fight Night 46. Tuttavia Lawlor si ritira dall'evento a causa di un infortunio e viene sostituito dal debuttante Chris Dempsey. Dopo aver bersagliato il nemico con pesanti calci che ne condizionano la mobilità, Latifi si aggiudica la vittoria tramite KO al primo round.
Nel suo prossimo incontro, datato 4 ottobre, combatte il debuttante polacco Jan Błachowicz in occasione di UFC Fight Night 53, venendo però sconfitto tramite KO tecnico alla prima ripresa dopo che l'avversario lo aveva colpito con un calcio al corpo.
Dopo tre vittorie consecutive tra il 2015 e il 2016 su Hans Stringer, Sean O'Connell e Gian Villante viene sconfitto da Ryan Bader; successivamente, tra il 2017 e il 2018, ottiene altre due vittorie consecutive su Tyson Pedro e il veterano Ovince Saint Preux, premiata come Performance of the Night, per poi venire sconfitto per decisione unanime da Corey Anderson.

## Risultati nelle arti marziali miste
| Risultato  | Record   | Avversario         | Metodo                                            | Evento                                      | Data             | Round | Tempo | Città                  | Note                                                             |
| ---------- | -------- | ------------------ | ------------------------------------------------- | ------------------------------------------- | ---------------- | ----- | ----- | ---------------------- | ---------------------------------------------------------------- |
| Vittoria   | 15-8 (1) | Tanner Boser       | Decisione (non unanime)                           | UFC Fight Night: Rozenstruik vs. Sakai      | 5 giugno 2021    | 3     | 5:00  | Las Vegas, Stati Uniti |                                                                  |
| Sconfitta  | 14-8 (1) | Derrick Lewis      | Decisione (unanime)                               | UFC 247: Jones vs. Reyes                    | 8 febbraio 2020  | 3     | 5:00  | Houston, Stati Uniti   | Ritorno nei pesi massimi                                         |
| Sconfitta  | 14-7 (1) | Volkan Oezdemir    | KO (pugni)                                        | UFC Fight Night: Shevchenko vs. Carmouche 2 | 10 agosto 2019   | 2     | 4:31  | Montevideo, Uruguay    |                                                                  |
| Sconfitta  | 14-6 (1) | Corey Anderson     | Decisione (unanime)                               | UFC 232: Jones vs. Gustafsson 2             | 29 dicembre 2018 | 3     | 5:00  | Inglewood, Stati Uniti |                                                                  |
| Vittoria   | 14-5 (1) | Ovince Saint Preux | Sottomissione tecnica (standing guillotine choke) | UFC on Fox: Emmett vs. Stephens             | 24 febbraio 2018 | 1     | 3:48  | Orlando, Stati Uniti   | Performance of the Night                                         |
| Vittoria   | 13-5 (1) | Tyson Pedro        | Decisione (unanime)                               | UFC 215: Nunes vs. Shevchenko 2             | 9 settembre 2017 | 3     | 5:00  | Edmonton, Canada       |                                                                  |
| Sconfitta  | 12-5 (1) | Ryan Bader         | KO (ginocchiata)                                  | UFC Fight Night: Arlovski vs. Barnett       | 3 settembre 2016 | 2     | 2:06  | Amburgo, Germania      |                                                                  |
| Vittoria   | 12-4 (1) | Gian Villante      | Decisione (unanime)                               | UFC 196: McGregor vs. Diaz                  | 5 marzo 2016     | 3     | 5:00  | Las Vegas, Stati Uniti |                                                                  |
| Vittoria   | 11-4 (1) | Sean O'Connell     | KO (pugni)                                        | UFC Fight Night: Dillashaw vs. Cruz         | 17 gennaio 2016  | 1     | 0:30  | Boston, Stati Uniti    |                                                                  |
| Vittoria   | 10-4 (1) | Hans Stringer      | KO (pugni)                                        | UFC Fight Night: Bisping vs. Leites         | 18 luglio 2015   | 1     | 0:56  | Glasgow, Scozia        |                                                                  |
| Sconfitta  | 9-4 (1)  | Jan Błachowicz     | KO Tecnico (calcio al corpo e pugni)              | UFC Fight Night: Nelson vs. Story           | 4 ottobre 2014   | 1     | 1:58  | Stoccolma, Svezia      |                                                                  |
| Vittoria   | 9-3 (1)  | Chris Dempsey      | KO (pugni)                                        | UFC Fight Night: McGregor vs. Brandao       | 19 luglio 2014   | 1     | 2:07  | Dublino, Irlanda       |                                                                  |
| Vittoria   | 8-3 (1)  | Cyrille Diabaté    | Sottomissione (ninja choke)                       | UFC Fight Night: Gustafsson vs. Manuwa      | 8 marzo 2014     | 1     | 3:02  | Londra, Inghilterra    |                                                                  |
| Sconfitta  | 7-3 (1)  | Gegard Mousasi     | Decisione (unanime)                               | UFC on Fuel TV: Mousasi vs. Latifi          | 6 aprile 2013    | 3     | 5:00  | Stoccolma, Svezia      | Debutto in Ultimate Fighting Championship                        |
| Vittoria   | 7-2 (1)  | Jorge Oliveira     | Decisione (unanime)                               | Superior Challenge 8                        | 6 ottobre 2012   | 3     | 5:00  | Malmö, Svezia          | Vince il titolo Pesi Mediomassimi SC                             |
| Vittoria   | 6-2 (1)  | Tony Lopez         | Decisione (unanime)                               | Glory 1: Stockholm                          | 26 maggio 2012   | 3     | 5:00  | Stoccolma, Svezia      |                                                                  |
| Vittoria   | 5-2 (1)  | Denis Bogdanov     | Sottomissione (americana)                         | United Glory 15                             | 23 marzo 2012    | 1     | 0:51  | Mosca, Russia          |                                                                  |
| Sconfitta  | 4-2 (1)  | Emanuel Newton     | Decisione (unanime)                               | Shark Fights 17: Horwich vs. Rosholt 2      | 15 luglio 2011   | 3     | 5:00  | Frisco, Stati Uniti    |                                                                  |
| Vittoria   | 4-1 (1)  | Matteo Minonzio    | KO Tecnico (calcio alla testa)                    | Strength and Honor Championship 2           | 10 aprile 2010   | 1     | 4:29  | Ginevra, Svizzera      |                                                                  |
| Sconfitta  | 3-1 (1)  | Tatsuya Mizuno     | KO Tecnico (ginocchiata e pugni)                  | Rumble of the Kings 4                       | 20 novembre 2009 | 3     | 0:15  | Stoccolma, Svezia      |                                                                  |
| Vittoria   | 3-0 (1)  | Darko Krbanjevic   | Sottomissione (armbar)                            | Rumble of the Kings 3                       | 22 maggio 2009   | 1     | 1:43  | Malmö, Svezia          |                                                                  |
| Vittoria   | 2-0 (1)  | Luis Pinho         | Sottomissione (pugni)                             | Rumble of the Kings 2                       | 27 febbraio 2009 | 1     | 1:20  | Norrköping, Svezia     |                                                                  |
| Vittoria   | 1-0 (1)  | Roman Mihocka      | KO (pugni)                                        | Superior Challenge 2                        | 25 ottobre 2008  | 2     | 1:55  | Stoccolma, Svezia      |                                                                  |
| No Contest | 0-0 (1)  | Blagoy Ivanov      | No Contest (rottura ring)                         | Real Pain Challenge 2                       | 17 maggio 2008   | 1     | 0:55  | Sofia, Bulgaria        | Incontro convertito in No-contest a causa della gabbia difettosa |